# Microsoft Windows Mail
 (août 2020).
Si vous disposez d'ouvrages ou d'articles de référence ou si vous connaissez des sites web de qualité traitant du thème abordé ici, merci de compléter l'article en donnant les références utiles à sa vérifiabilité et en les liant à la section « Notes et références ».
Chronologie des versions
Outlook Express Windows Live Mail
(indirectement)
Mail
Windows Mail est un client propriétaire de courriel et de newsgroups de la société Microsoft, inclus par défaut dans le système d'exploitation Windows Vista, il remplace le client de courriel Outlook Express qui était inclus dans les précédentes versions de Windows. Microsoft a présenté Windows Mail sur Channel 9 le 10 octobre 2005, un peu plus d'un mois avant que le client fût inclus dans la version 5231 de Windows Vista.
N'étant plus intégrée par défaut sur les versions suivantes à Windows Vista, Windows Live Mail fait office de version suivante pour Windows 7 notamment.